# Sylvia subcoerulea
Sylvia subcoerulea là một loài chim trong họ Sylviidae.

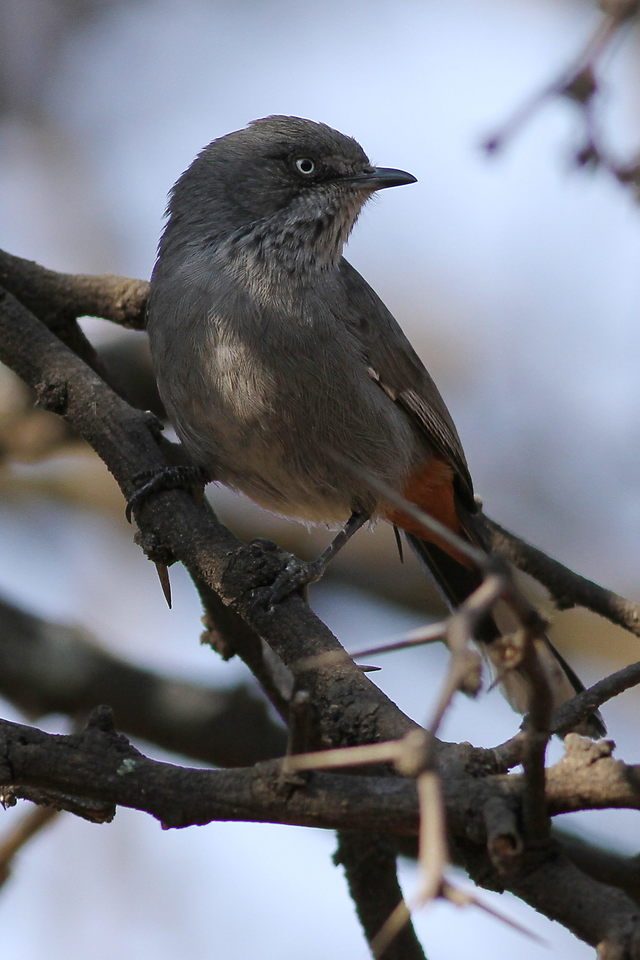